# GletscherBus III
De GletscherBus III is een funitel in het Oostenrijkse skigebied op de Hintertuxer Gletscher te Hintertux. De kabelbaan is in 2000 geopend als Gletscherbus III onder het motto van De hoogste twee-kabel-kabelbaan van de wereld. De bouw begon in februari 1999 en eindigde in maart 2000. De kabelbaan moest de allereerste stoeltjeslift van de wereld op gletsjerijs gaan vervangen, omwille van de capaciteit. Deze stoeltjeslift kon namelijk maar 450 mensen per uur vervoeren. De kabelbaan is gebouwd door Doppelmayr, de grootste kabelbanenfabrikant van de wereld. De bouw was ook niet makkelijk te noemen omdat men de Gefrorene Wand in één keer, vanaf de Tuxer Fernerhaus, wilde bereiken. Dit werd eerst gedaan door twéé stoeltjesliften, waarvan één in 2011 werd vervangen door een cabinebaan. Men koos ervoor om de berg vanaf het oosten te omzeilen, in plaats van de westkant. Tegenwoordig gaat de kabelbaan door het leven met de slogan 'Spectaculairste kabelbaan van de Alpen'. Vandaag de dag geldt de gondel als een van de innovatiefste en spectaculairste skiliften ter wereld, dankzij een tunnel, de overbrugging van de gletsjer en een stuk op grote hoogte.

## Merchandise
Vandaag de dag kan men zelfs T-shirts, petjes en allerlei andere zaken verkrijgen met de GletscherBus III erop. En altijd met de slogan: Der höchste Zweiseil-umlauf-bahn der Welt!

## Zie ook

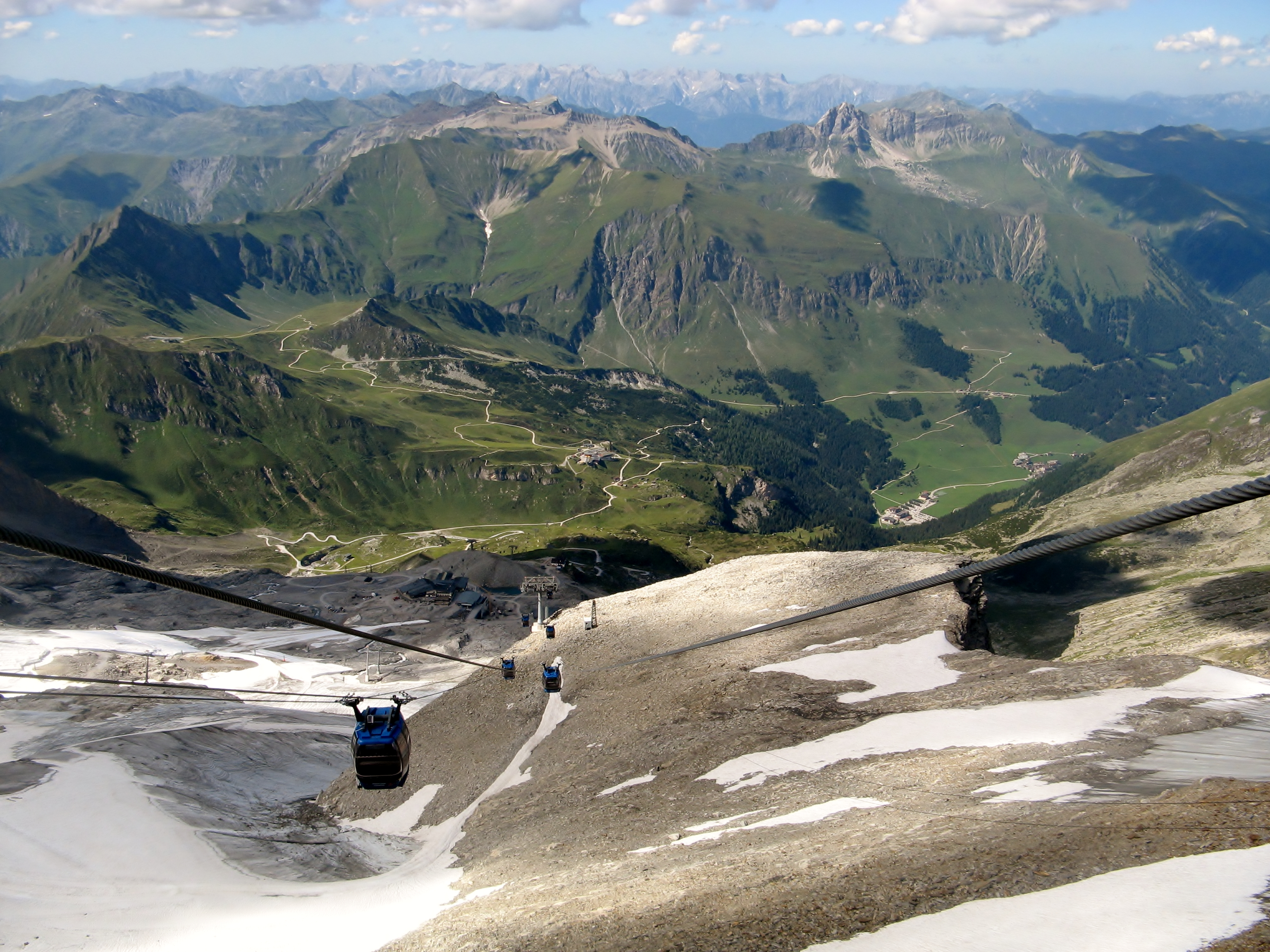
GletscherBus 3: de overbrugging van de Gletjser